# Carlo Cudicini
Carlo Cudicini född 6 september 1973 i Milano är en fotbollsmålvakt från Italien. Cudicini spelade mellan 1999 och 2009 för Chelsea FC innan han skrev på för Tottenham Hotspur i januari 2009. 
I en match mot Reading FC i oktober 2006 fick Cudicini en allvarlig hjärnskakning. Efter att ha blivit attackerad i luftrummet flög han våldsamt bakåt och slog i nacken och bakhuvudet. Han var länge medvetslös och svalde tungan. Det var i samma match som Čech fick en skallskada. 